# Acuerdo Energético de Caracas
El Acuerdo de Cooperación Energética de Caracas que suscribió Venezuela el 19 de octubre de 2000 con diez países de Centroamérica y el Caribe: Costa Rica, El Salvador, Panamá, Haití, República Dominicana, Honduras, Nicaragua, Guatemala, Jamaica y Belice, en el cual Venezuela vendería petróleo bajo condiciones preferenciales de pago, algunas de las cual fueron un año de gracia y quince años de crédito, con 2% de tasa de interés anual, planteado por el presidente Hugo Chávez.
A través del convenio se surtiría a los mercados de los signatorios 80 000 barriles diarios de petróleo bajo unas condiciones. El convenio tenía como propósito ser paralelo al Pacto de San José, suscrito en Costa Rica en 1980, por el cual se exportan otros 80 000 barriles y las once naciones de América Central y el Caribe se benefician con el suministro de petróleo de México y Venezuela con facilidades financieras, de manera que la región recibiese 160 000 barriles diarios. Hugo Chávez declaró que el acuerdo se creó porque «no fue posible ampliar» el Pacto de San José, tal como lo propuso durante la renovación anual de ese acuerdo en 1998 y también en septiembre, con el argumento de una necesaria «modernización y adaptación» del pacto a las nuevas realidades de los países suscriptores y beneficiarios. Venezuela propuso incluir a Cuba en el Pacto a partir de 1999, pero México decidió aplazar temporalmente ese ingreso.
El acuerdo no fue activado sino hasta cinco años después con el envío de moderadas cantidades de crudo a países como Uruguay, Paraguay y Bolivia; más adelante Venezuela suscribiría un acuerdo con condiciones similares con Cuba llamado conocido como el Convenio Integral de Cooperación. Chávez realizó giras en Asia en los países miembros de la Organización de Países Exportadores de Petróleo (OPEP) al inicio de su presidencia con el propósito de promover la integración política y económica. Más adelante esta integración se vio fortalecida con la creación de organismos regionales como la Alianza Bolivariana para los Pueblos de Nuestra América (Alba), Petrocaribe, la Unión Suramericana de Naciones (Unasur), el Banco del Sur y la Comunidad de Estados Latinoamericanos y Caribeños (Celac).

## Convenio Integral de Cooperación
Venezuela y Cuba firmaron el Convenio Integral de Cooperación al final de una visita de Fidel Castro a Venezuela a partir del 26 de octubre de 2000. Las condiciones del trato fueron similares a las establecidas en el Acuerdo Energético de Caracas: un año de gracia, intereses al 2%, 15 años de plazo para pagar la deuda, la posibilidad de financiar entre un 5 y 25% de la factura y el suministro de 53 mil barriles diarios de petróleo a Cuba en condiciones preferenciales que cubrirían las necesidades de consumo de la isla. Un elemento controvertido contenido en este acuerdo fue el del pago parcial de la factura con bienes y servicios; de las alternativas que se han planteado, destacan las asesorías en materia de deportes, medicina y el sector agrícola, especialmente en la industria del azúcar. Castro declaró, para aplacar las críticas y controversias del convenio, que su país tenía como objetivo alcanzar la autosuficiencia en materia de producción petrolera y que, según él, en unos cuatro años la isla podría autoabastecerse de petróleo y gas.
El viernes Castro dio un discurso ante la Asamblea Nacional, evento que fue boicoteado por los parlamentarios opositores. Durante todo el fin de semana, Chávez y Fidel recorrieron algunas zonas del interior del país, entre ellas Sabaneta de Barinas, pueblo natal de Chávez. En Barquisimeto, Castro habló ante una audiencia estudiantil en la Universidad Experimental Politécnica. El domingo, los dos presidentes amanecieron ante los micrófonos de la Radio Nacional, en el programa dominical de radio de Chávez, Aló Presidente. Durante más de dos horas, hablaron de la historia de Venezuela y Cuba, se elogiaron mutuamente, respondieron las preguntas de un grupo de oyentes, algunos de los cuales llamaron desde la propia Habana, y cantaron.